# Eugênio de Beauharnais
Eugênio, Duque de Leuchtenberg (Paris, 3 de setembro de 1781 – Munique, 21 de fevereiro de 1824), foi o primeiro e único filho varão do Visconde Alexandre de Beauharnais e Josefina de Beauharnais, a futura esposa do Imperador Napoleão Bonaparte. Foi pai de Amélia de Leuchtenberg, segunda Imperatriz do Brasil por seu casamento com Pedro I do Brasil.
Após a morte de seu pai, guilhotinado em 1794, o jovem Eugênio passou a ser o protetor de sua mãe Josefina e de sua irmã Hortênsia. Em 9 de março de 1796, Josefina casou-se com o general da República Francesa, Napoleão Bonaparte. Em 1804, Eugênio tornou-se Príncipe do Império Francês. Em 12 de janeiro de 1806, Eugênio e sua irmã são adotados por Napoleão.
Em 6 de junho de 1805, Napoleão o torna Vice-Rei da Itália. Em 1806 casou-se com a princesa Augusta da Baviera, filha do rei Maximiliano I da Baviera.  Em 1807 foi nomeado Príncipe de Veneza e Grão-Duque de Frankfurt.
Foi pai da Imperatriz Amélia do Brasil, segunda esposa de D. Pedro I, Imperador do Brasil.
Em 1817 foi nomeado Duque de Leuchtenberg e administrador do Principado de Eichstätt, na Baviera. Eugênio foi também Arquichanceler de Estado do Império Francês. Faleceu em 21 de fevereiro de 1824, vítima de apoplexia, no Palácio de Leuchtenberg, em Munique.

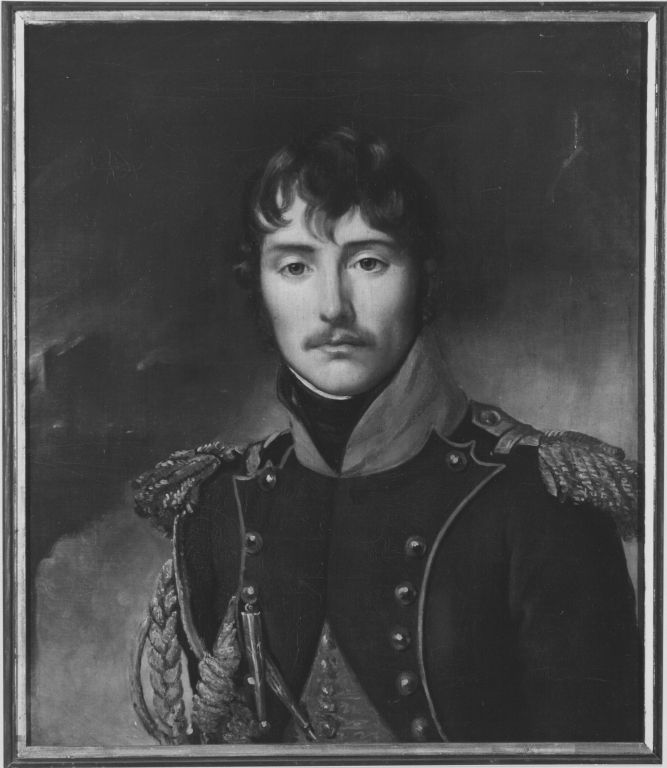
Eugênio por volta de 1805.

## Biografia

### Infância
Eugênio de Beauharnais nasceu em 3 de setembro de 1781 em Paris, filho do visconde Alexandre de Beauharnais, oficial do exército real, e da crioula Josefina de Tascher de la Pagerie, mais conhecida como "Joséphine de Beauharnais".

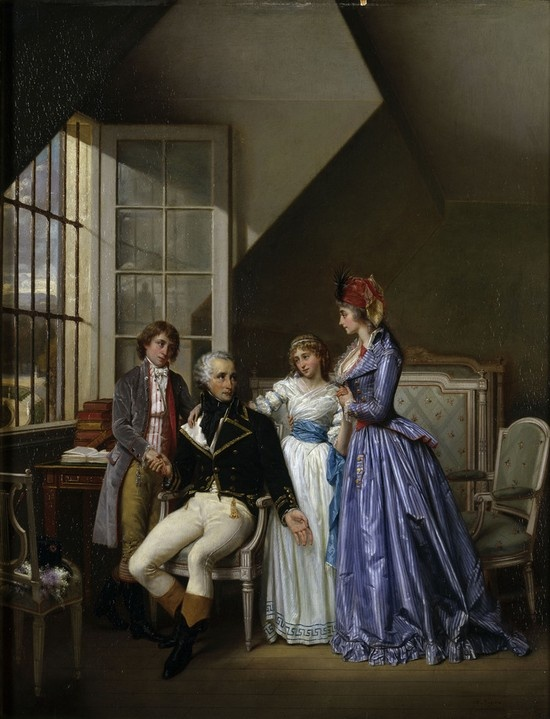
Eugênio com sua mãe seu pai e irmã

Ele cresceu em um período historicamente turbulento. Nos anos de 1789 e 1790, quando sua mãe e irmã Hortensia estavam na Martinica, ele assistiu às sessões da Assembleia Constituinte, das quais seu pai participou. Em 20 de abril de 1792, a Assembleia Legislativa declarou guerra à Áustria. Alexandre de Beauharnais entrou para o exército levando seu filho com ele. O jovem Eugênio, de onze anos, dividia seu tempo entre um internato em Estrasburgo e a sede em Wissembourg. O advento da convenção perturbar a vida familiar. Em 1794, os cônjuges Beauharnais foram presos e encarcerados em Paris. Alexandre de Beauharnais foi guilhotinado, mas sua esposa foi libertada. No outono de 1795, os jovens Eugênio e Hortensia foram enviados a uma pensão em Saint-Germain.

### Era napoleônica
Durante o período da Diretoria que mantinha um salão em Paris, Joséphine de Beauharnais, conheceu o jovem general Napoleão Bonaparte, com quem se casou em 9 de março de 1796, em Paris. Bonaparte tomou Eugênio como seu ajudante de campo e o levou com ele para o Egito, onde Eugênio testemunhou a batalha terrestre de Abukir. O golpe de Estado de 18 de Brumário, com o qual Napoleão se tornou cônsul, também lançou Eugênio - agora um jovem oficial - ao grande mundo. Eugênio esteve em Marengo e, com a proclamação do Império, em 18 de maio de 1804, foi nomeado Grande Oficial da Legião de Honra, Brigadeiro-General e Coronel-General dos Caçadores da Guarda. Napoleão tinha extrema fé nele e confiava em Beauharnais, cujo lema era " Honneur et Fidélité " (honra e fidelidade).

### Alvenaria
Com a constituição do Reino da Itália e a coroação de Napoleão (30 de março de 1805) há uma proliferação de lojas na Lombardia, que muitas vezes até mesmo no nome revelam a sujeição a Napoleão. Ele foi o primeiro Grande Mestre do Grande Oriente da Itália, fundado em 20 de junho de 1805, e o primeiro Grande Comandante Soberano do Conselho Supremo da Itália do antigo e aceito Rito Escocês.
20 de junho de 1805 ainda é a data considerada pelo Grande Oriente da Itália como o momento em que a história da Ordem começou e Beauharnais foi nomeado grão-mestre. Os generais Giuseppe e Teodoro Lechi, o pintor Andrea Appiani, e novamente Gian Domenico Romagnosi, Francesco Saverio Salfi, Vincenzo Monti, Melchiorre Gioia, Ugo Foscolo, foram maçons do Grande Oriente da Itália de Beauharnais.

### Vice-rei da itália e Casamento
Em 1805, Napoleão nomeou Eugênio de Beauharnais vice-rei do recém-estabelecido Reino da Itália, onde, a partir desse momento, passou pelo menos metade do seu tempo consertando sua residência principal na Villa Real de Monza, que ele queria que fosse cercada pelo maior parque cercado na Europa. Bonaparte queria um homem absolutamente leal a ele para liderar o Estado satélite e não tinha objetivos políticos próprios: Eugênio de Beauharnais era, portanto, o candidato ideal para ele. Em 14 de janeiro de 1806, em Munique, ele se casou com Augusta da Baviera, segunda filha do rei Maximiliano I e sua primeira esposa Augusta Guglielmina; o casal teve sete filhos. A lua-de-mel de Munique a Milão, passando por Veneza, foi triunfal.
Como presente de casamento, Eugênio deu a Villa Mirabellino à sua esposa, que fez dela sua residência favorita durante sua estada em Monza. Em 16 de janeiro de 1808, ele fundou a Bolsa de Valores no Palazzo del Monte di Pietà. Em 1809, a Quinta Coalizão Anti-Napoleônica foi formada. Eugênio estava no comando do exército da Itália: primeiro sofreu uma derrota em Sacile, mas logo conseguiu repelir o inimigo, conseguindo ingressar no Grande Exército, nos arredores de Viena, onde participou da vitória de Raab. Ainda durante a campanha austríaca de 1809, pôde contar várias vitórias e é considerado aquele que mais contribuiu para a vitória na Batalha de Wagram. Em 1812 obteve o comando das tropas italianas, francesas e bávaras do 4º Corpo de Exército que partiam para a Rússia. Foi o culminar de sua carreira militar, na qual se destacou por sua conduta heroica na batalha de Ostrovno.

### Queda do Reino da Itália
No entanto, as terríveis condições da retirada da Rússia marcaram-no para sempre: o seu temperamento tornou-se triste e ele envelheceu prematuramente. A deserção de Joaquim Murat deixou-o à frente dos restos do Grande Exército, agora reduzido a alguns milhares de homens. Em sessenta dias, ele conseguiu realizar uma retirada magistral, escapando do cerco inimigo e conseguindo juntar-se aos novos recrutas enviados por Napoleão. Mais tarde, ele chegou à Itália, onde teve que reprimir os tumultos em andamento e tentar manter a segurança. No entanto, após a derrota na Saxônia, os austríacos agora ameaçavam a planície do Pó.
Dadas as flutuações de Murat entre lealdade e traição, Eugênio estava sozinho na prática enfrentando os exércitos austríaco e napolitano. No entanto, resistiu às pressões do sogro Maximiliano, que o instigou a abandonar Napoleão com a promessa de colocá-lo à frente do Reino da Itália. Mesmo que o fato de Eugênio não ter atendido ao convite de Napoleão, em janeiro de 1814, para deixar a Itália, rendeu-lhe uma acusação de traição por alguns generais. Com a batalha do Mincio, em 8 de fevereiro de 1814, ele derrotou os austríacos do marechal de campo Bellegarde.
Em 6 de abril de 1814, Napoleão declarou-se pronto para abdicar, ato que foi formalizado no dia 11. Em 16 de abril, Eugênio anunciou que também havia concluído um armistício, a Convenção de Schiarino-Rizzino. Ele ainda esperava, por alguns dias, que o Reino da Itália e seu trono pudessem ser salvos da derrota napoleônica, mas, após os tumultos milaneses de 20 de abril, com o linchamento até a morte pela turba enfurecida do ministro das finanças Giuseppe Prina percebeu que não tinha mais o apoio não só das potências vitoriosas, mas nem mesmo da população. Na verdade, as pessoas o identificaram com os detestáveis franceses e assim no dia 26 ele abdicou, deixando a Itália no dia seguinte para se retirar para o exílio na Baviera, com os sogros.

Eugênio, Duque de Leuchtenburg por Abraham Constantin - Nationalmuseum.

### Últimos anos
No Congresso de Viena, ele esperava obter um principado e uma renda anual. Pontecorvo foi proposto a ele, do qual Bernadotte era anteriormente o príncipe herdeiro. Mas a proposta não foi seguida porque aquele território foi devolvido ao pontífice. Entretanto - enquanto regressava ao Mónaco, onde o seu sogro lhe confiara o Ducado de Leuchtenberg - Napoleão deixou a ilha de Elba e aterrou em Golfe-Juan a 1 de Março de 1815. Nesta fase Eugênio não teve papel, nem político nem militar, e se limitou a testemunhar os Cem Dias de Napoleão, que culminou com a derrota de Waterloo, e a segunda abdicação. No entanto, em março de 1815, em Viena (com o Art. 64 do Protocolo "separado e secreto"), os poderes vitoriosos estabeleceram - apesar das queixas do Cardeal Consalvi, que participou como observador representando o Estado Papal - que Eugênio ele poderia continuar usar os bens recebidos em 1810, como " prerrogativa ", como vice-rei da Itália. Consistia em 2 300 propriedades agrícolas e 137 prédios urbanos. Posteriormente, com uma hábil operação, o cardeal Giacomo Antonelli conseguiu resgatar o patrimônio da prerrogativa.
Eugênio passou os últimos anos administrando sua própria propriedade, cuidando de sua numerosa descendência, dedicando-se também ao desenho e à música. Um homem de estrita confiança naqueles anos foi a Modenese contar Massimiliano Cantadori, marido de Giuseppina Maria Sforza e um expoente influente da maçonaria. Em Mônaco, ele e sua esposa mandaram construir um palácio onde o príncipe organizou sua biblioteca e a coleção de pinturas, herdada de sua mãe, que Eugênio colocou à disposição do público.

### Morte
Ele morreu de derrame aos 42 anos (1824), deixando vários filhos relacionados às principais casas governantes da Europa. Ele está enterrado na Igreja de São Miguel, em Munique no famoso monumento túmulo criado pelo escultor dinamarquês Bertel Thorvaldsen.

## Títulos, Estilos e Brasões

### Títulos e Estilos
- 3 de setembro de 1781 — 26 de julho de 1794: "Senhor Eugênio de Beauharnais"
- 26 de julho de 1794 — 18 de maio de 1804: "Senhor, o Visconde de Beauharnais"
- 18 de maio de 1804 — 11 de abril de 1814: "Sua Alteza Imperial, Eugênio de Beauharnais, Príncipe Francês"
- 11 de abril de 1814 – 25 de maio de 1817: "Senhor Eugênio de Beauharnais"
- 25 de maio de 1817 — 21 de fevereiro de 1824: "Sua Alteza Real, o Duque de Leuchtenberg, Príncipe de Eichstätt"

### Brasões

Monograma de Eugênio de Beauharnais
Brasão de armas como Príncipe Francês
Brasão de armas como Vice-Rei da Itália
Brasão de armas como Duque de Leuchtenberg

## Galeria

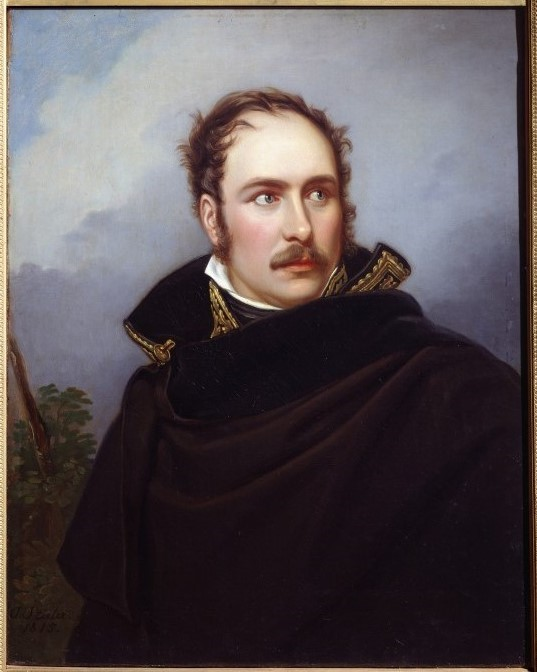
O Duque Eugênio de Beauharnais

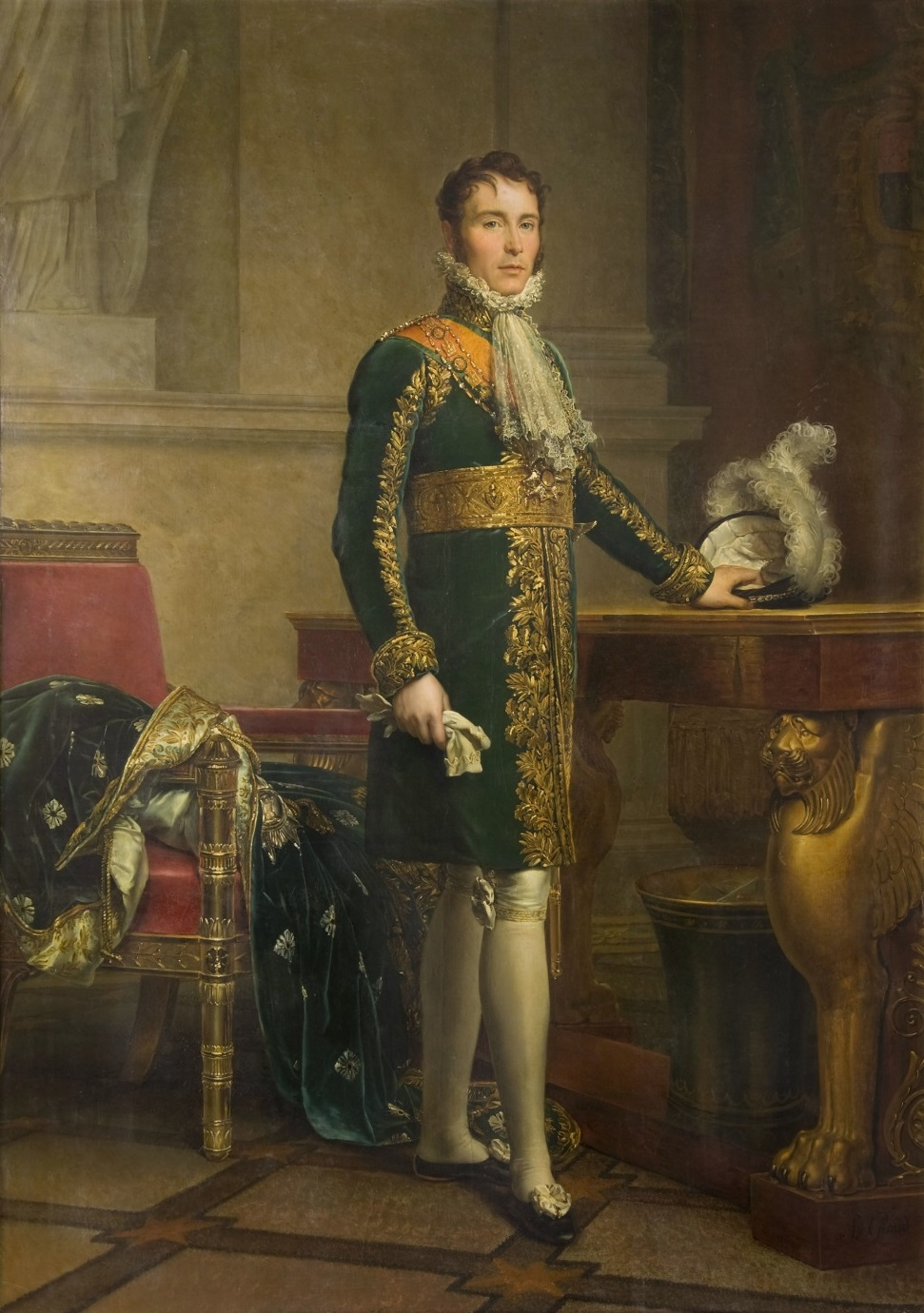
Vice-Rei da Ítalia

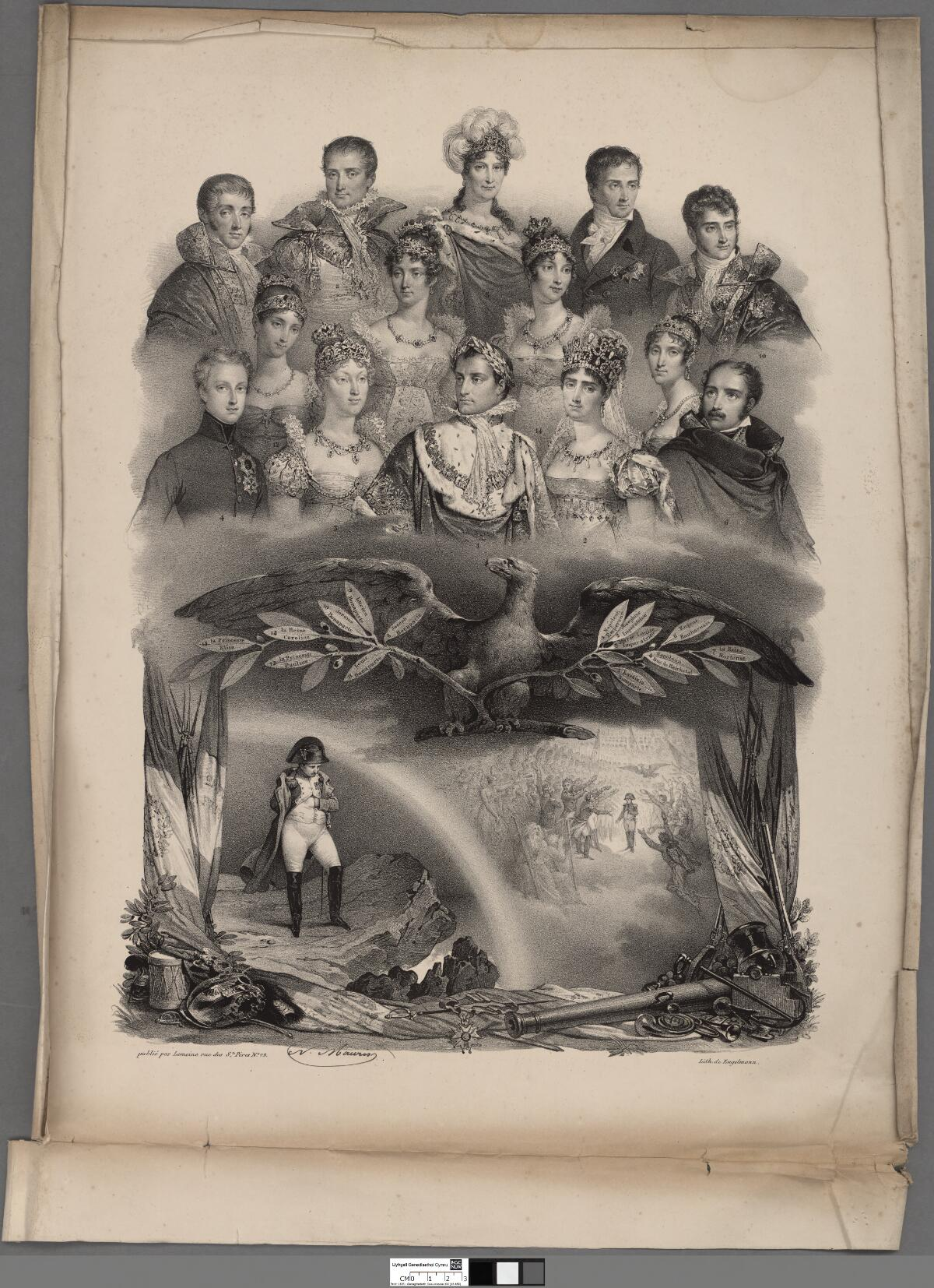
A familía de Napoleão I

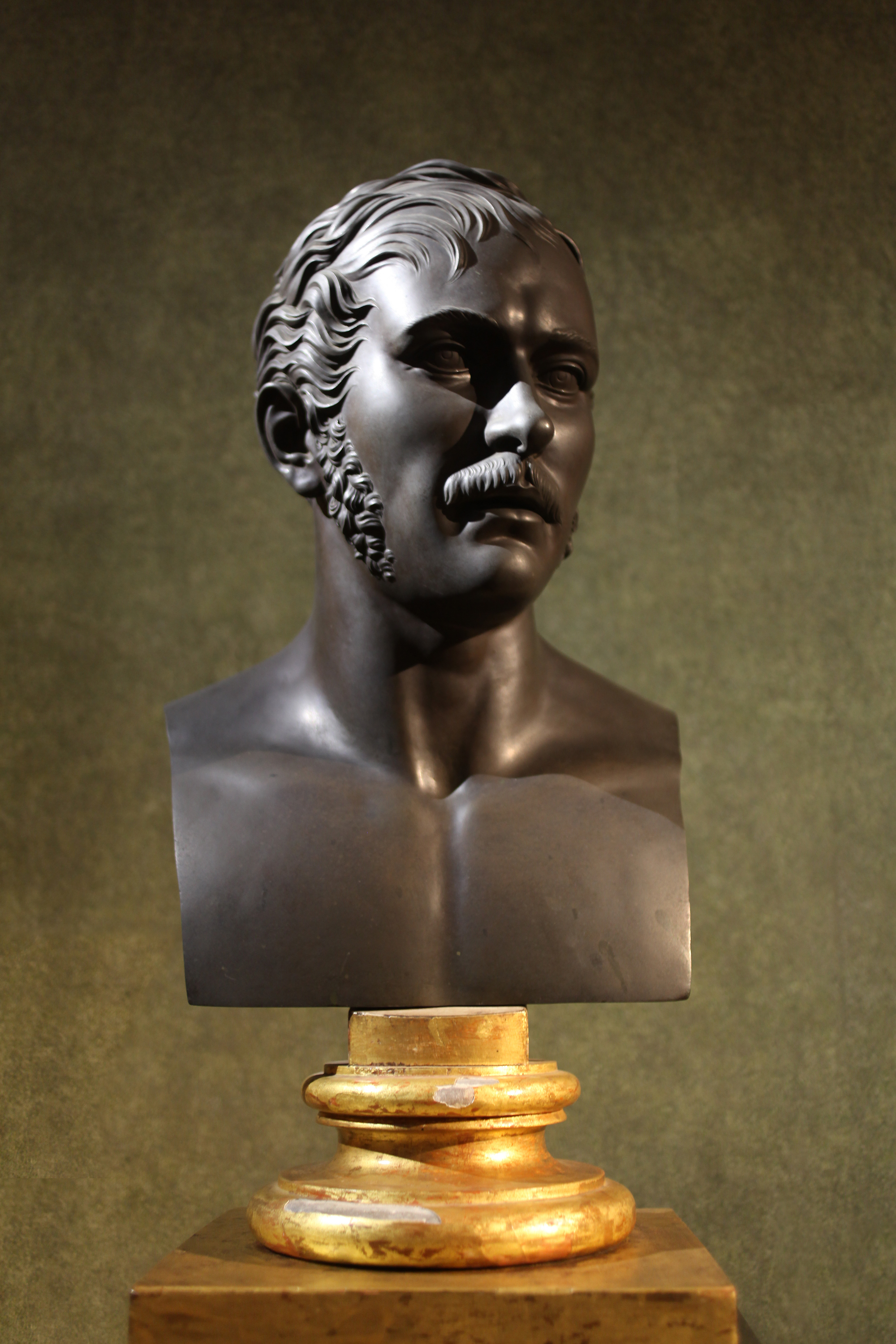
Busto do Vice-Rei Eugênio de Beauharnais por Luígi Manfredini

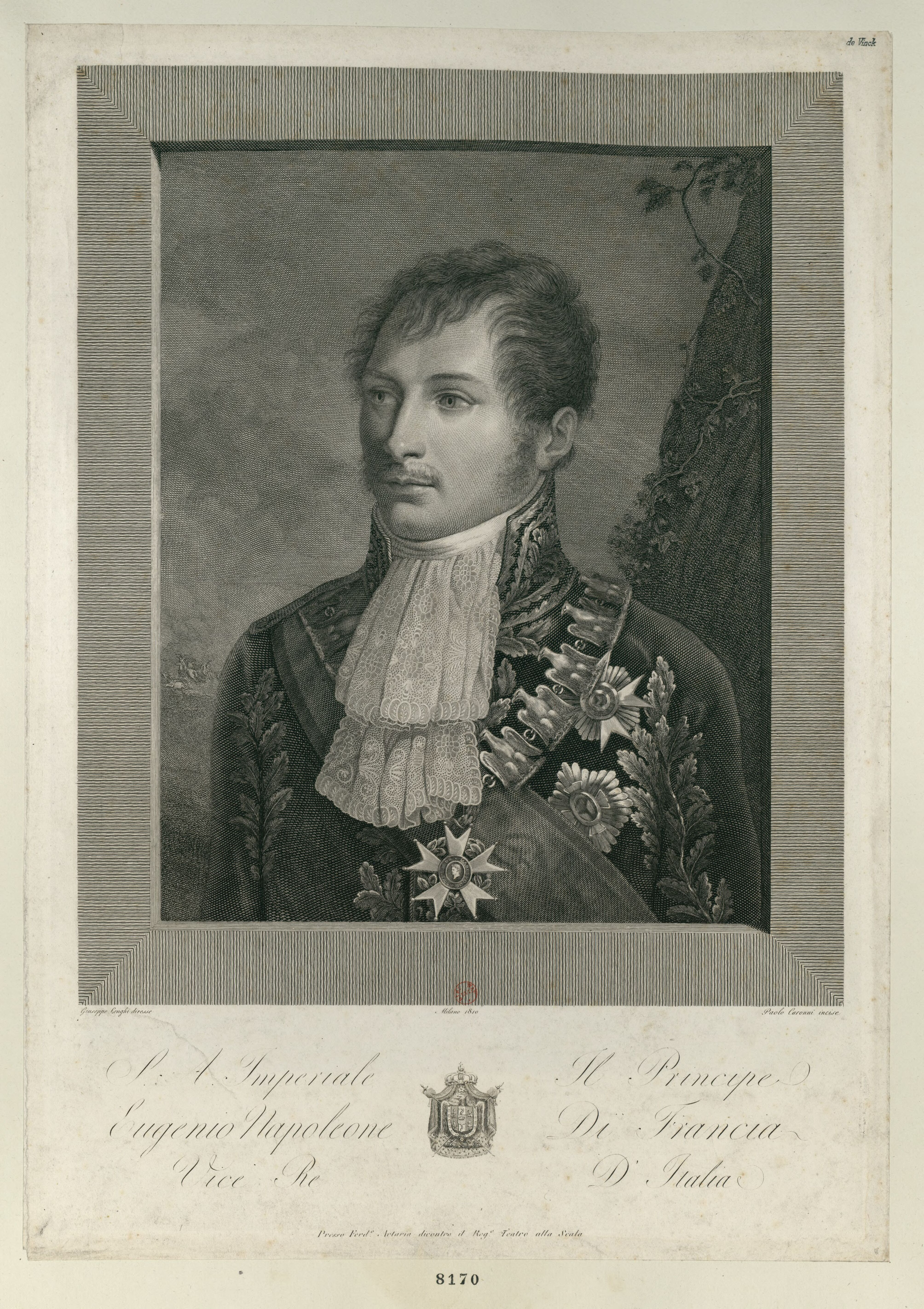
Eugênio de Beauharnais Vice-Rei da Italía

## Descendência
Com a Princesa Augusta da Baviera:
| Nome        | Foto | Nascimento | Falecimento | Notas                                                                               |
| ----------- | ---- | ---------- | ----------- | ----------------------------------------------------------------------------------- |
| Josefina    |      | 1807       | 1876        | Casada com Óscar I da Suécia, com descendência.                                     |
| Eugênia     |      | 1808       | 1847        | Casada com o príncipe alemão, Constantino Hohenzollern-Hechingen, com descendência. |
| Augusto     |      | 1810       | 1835        | Casado com Maria II de Portugal, sem descendência.                                  |
| Amélia      |      | 1812       | 1873        | Casada com Dom Pedro I do Brasil, com descendência.                                 |
| Teodolinda  |      | 1814       | 1857        | Casada com Guilherme de Württemberg, com descendência.                              |
| Carolina    |      | 1816       | 1816        | Morreu cinco meses após o nascimento.                                               |
| Maximiliano |      | 1817       | 1852        | Casado com Maria Nikolaevna da Rússia, com descendência.                            |